# Coprotiella gongylospora
Coprotiella gongylospora är en svampart som beskrevs av Jeng & J.C. Krug 1976. Coprotiella gongylospora ingår i släktet Coprotiella, klassen Pezizomycetes, divisionen sporsäcksvampar och riket svampar.   Inga underarter finns listade i Catalogue of Life.